# Assis
Assis este un oraș în São Paulo (SP), Brazilia. 